# Sokal
Sokal (ukrajinsky Сокаль) je město ve Lvovské oblasti na Ukrajině. Leží na Západním Bugu v Haliči, zhruba 80 kilometrů severně od Lvova. V roce 2011 žilo v Sokalu přes pětadvacet tisíc obyvatel.

## Dějiny
První zmínka o Sokalu je z roku 1377. V roce 1424 dostal Sokal Magdeburská práva od mazovského knížete Siemowita a od roku 1462 byl součástí polského Belzského vojvodství. V roce 1519 se u něj 2. srpna odehrála bitva mezi litevsko-polským vojskem pod vedením Konstantina Ostrožského a Krymskými Tatary, kteří vyhráli a následně město vypálili.
V rámci prvního dělení Polska se Sokal stal v roce 1772 v rámci Haliče součástí Habsburské monarchie. Během první světové války u Sokalu proběhla ve dnech 15. července až 1. srpna 1915 bitva, při které 91. pěší pluk Rakousko-uherské armády, ve kterém sloužili vojáci z Jižních Čech, měl 91 padlých, 440 nezvěstných, 39 nemocných a 9 prokazatelně zajatých. Ruskou dělostřelbou byl těžce poškozen klášter na levém břehu Bugu. Po konci první světové války jej Rižský mír v roce 1921 přiřadil Polsku, kde patřil do Lvovského vojvodství.
Na základě Ribbentropova–Molotovova paktu se Sokal po sovětské invazi do Polska v roce 1939 stal součástí Sovětského svazu. V roce 1941 jej v rámci útoku na Sovětský svaz obsadila německá armáda a stal se součástí Generálního gouvernementu. V červenci 1944 jej v rámci Velké vlastenecké války dobyla zpět Rudá armáda. Západní kousek města pak zůstal ještě v letech 1944 až 1951 součástí Polska, než došlo k polsko-sovětské výměně území, po které už byl celý Sokal součástí Ukrajinské sovětské socialistické republiky.

## Galerie

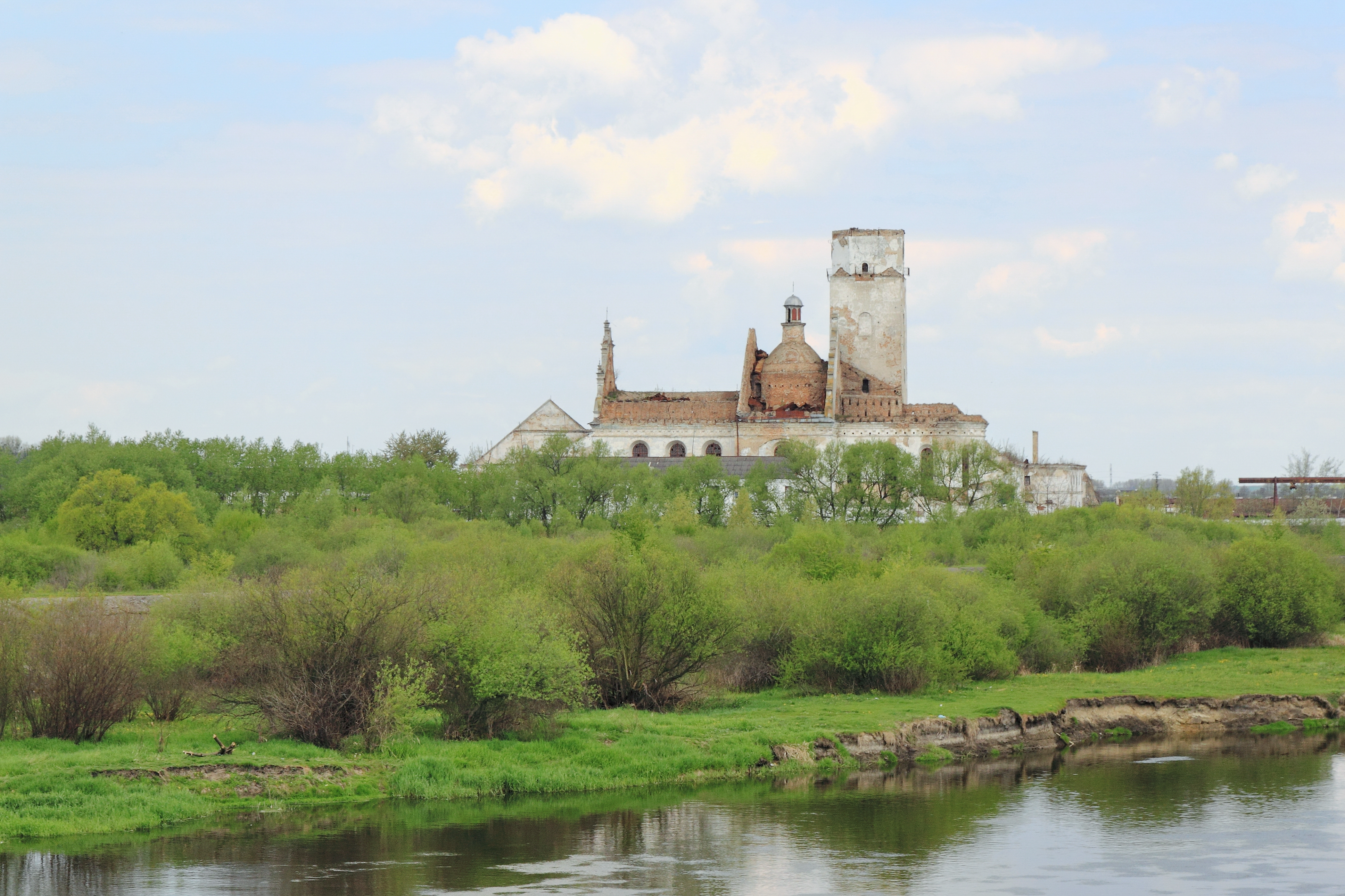
Klášter
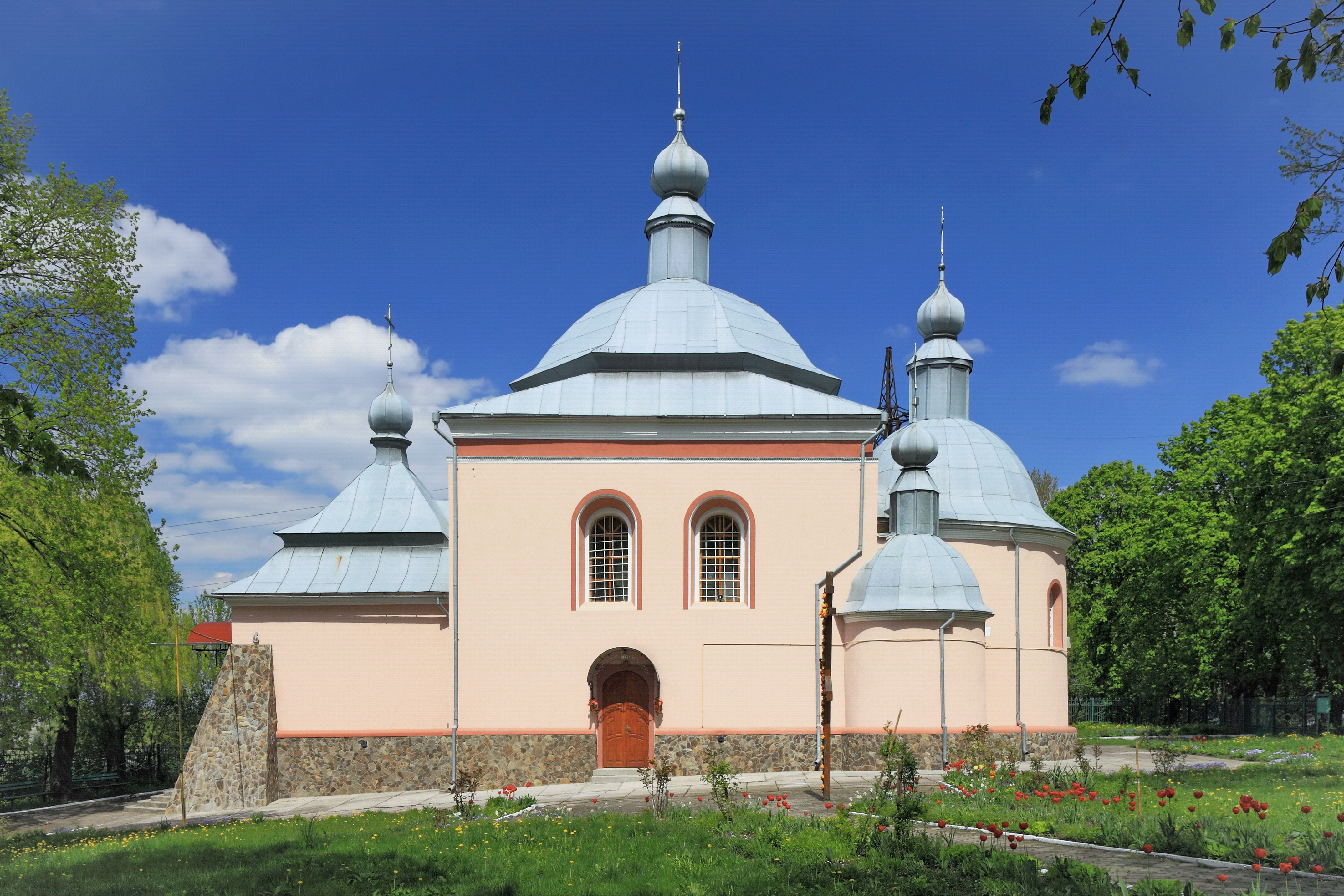
Kostel svatého Mikuláše
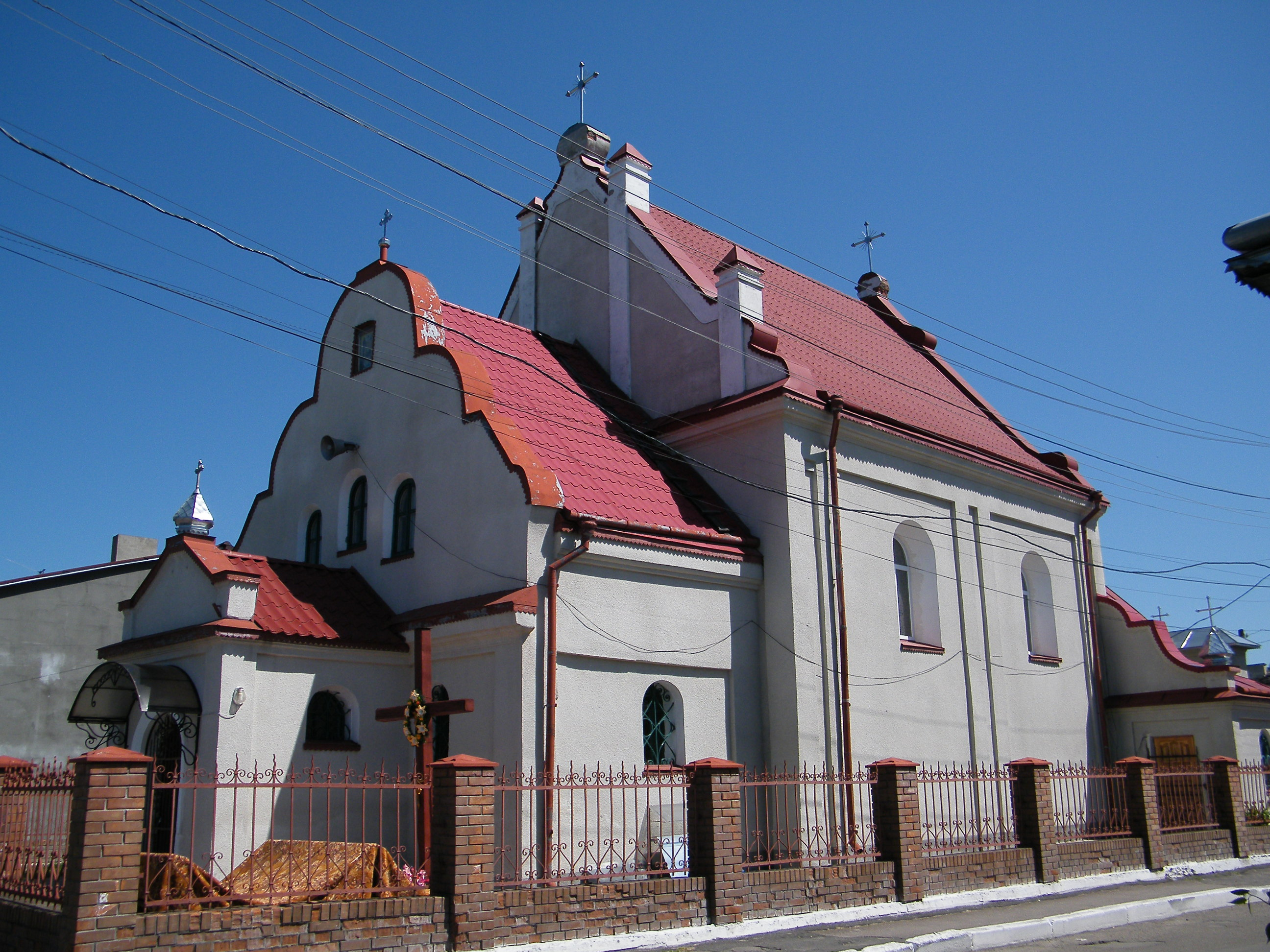
Kostel archanděla Michaela
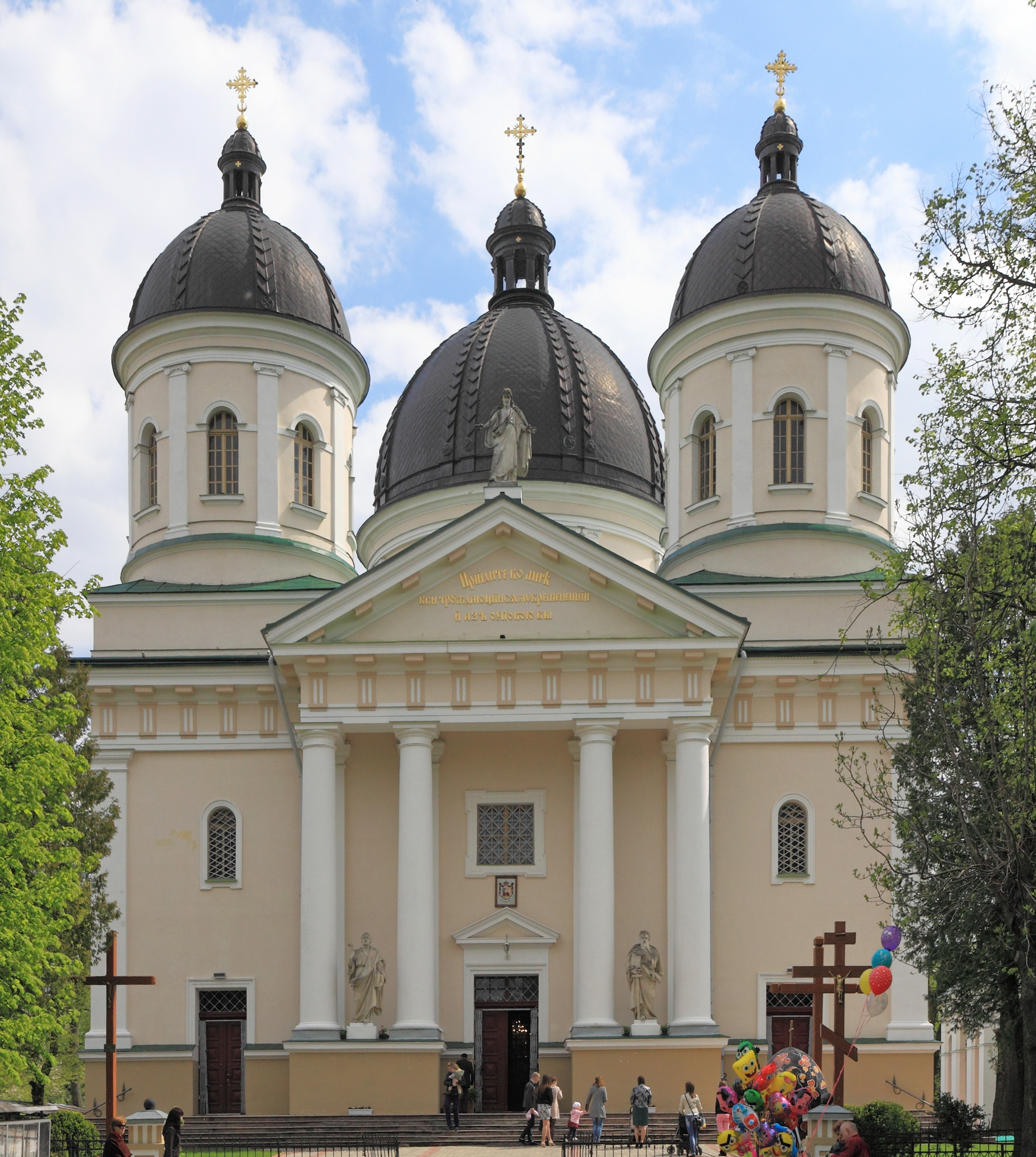
Katedrála svatého Petra a Pavla
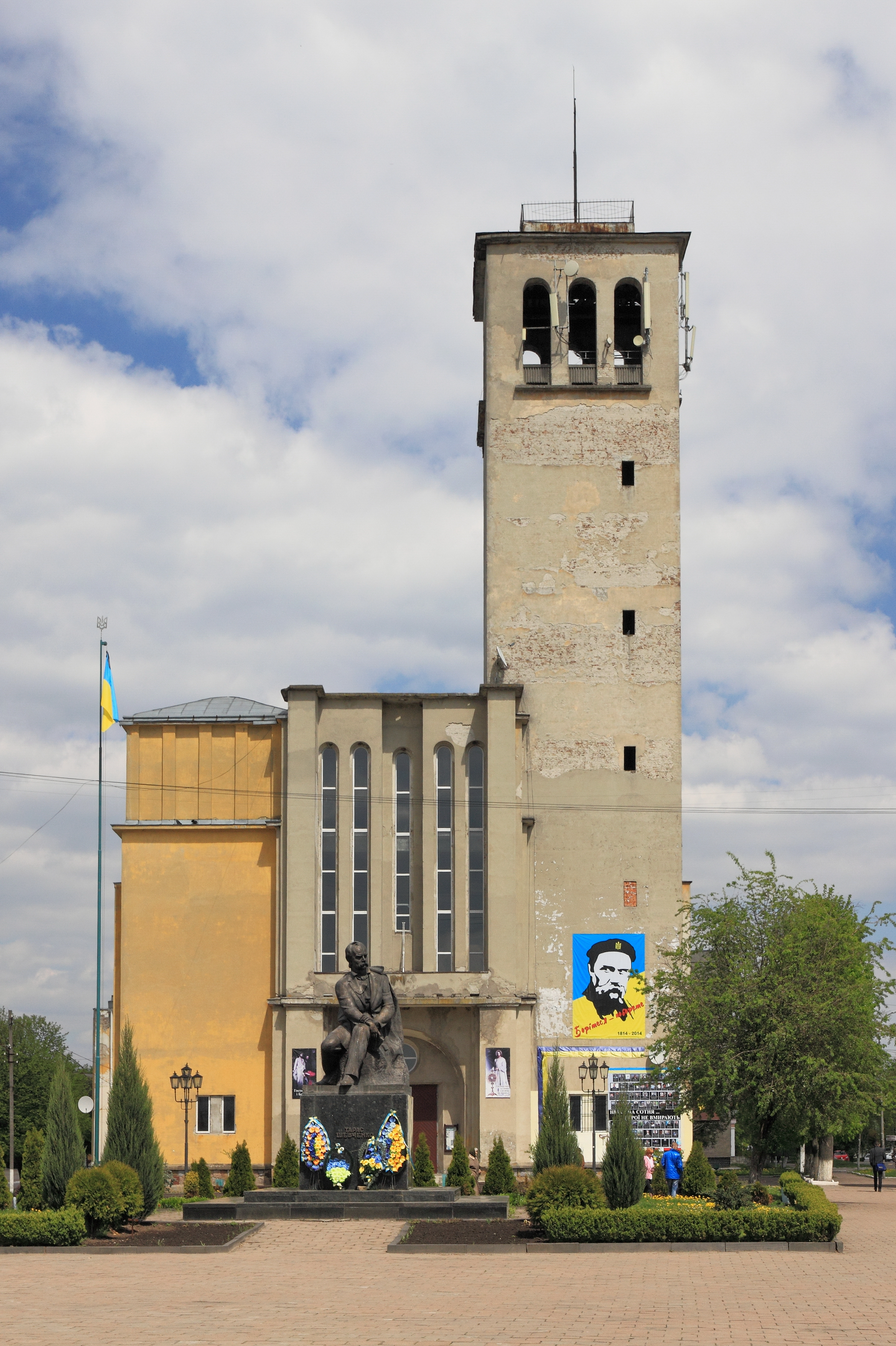
Římskokatolický kostel
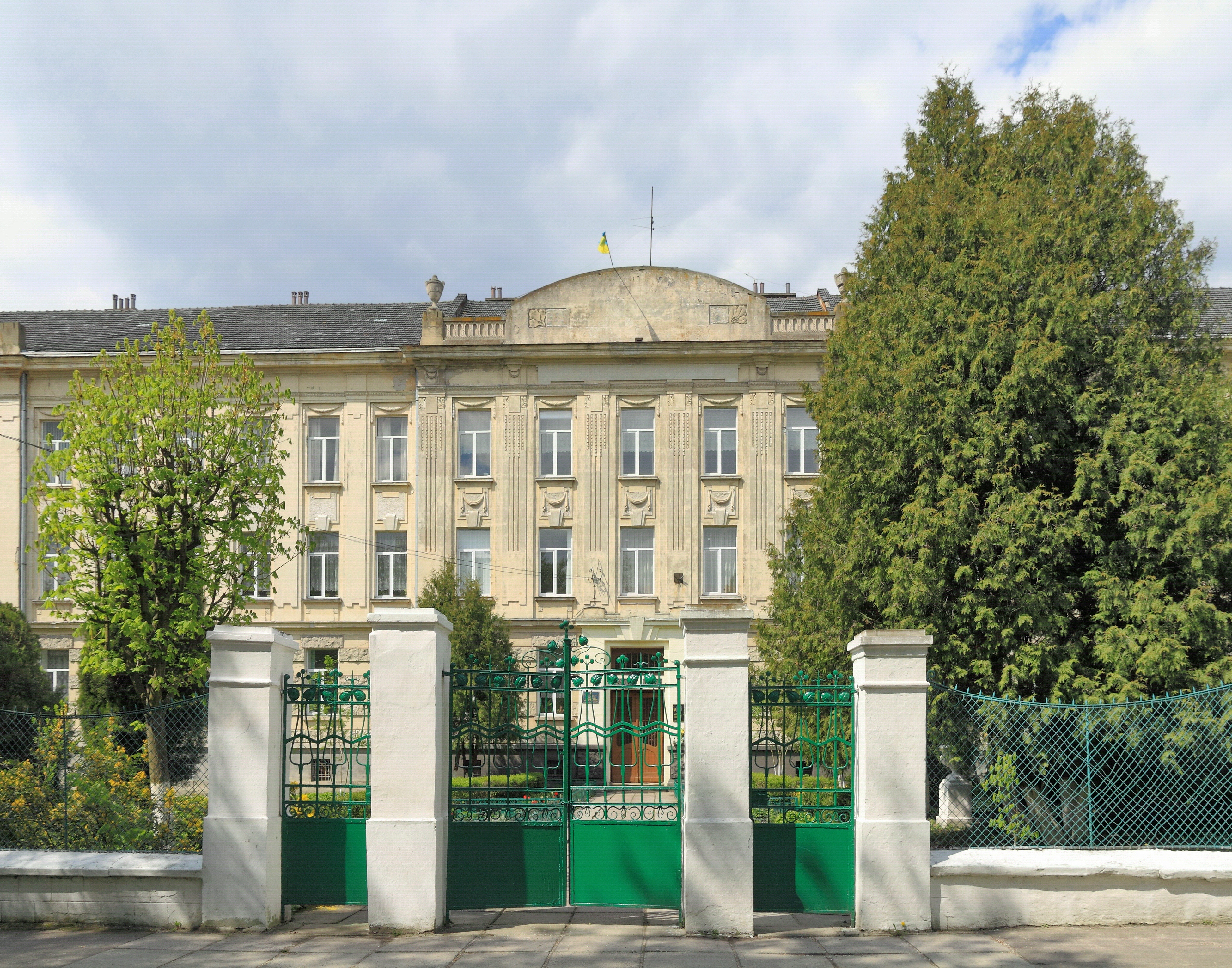
Bývalé ženské gymnázium
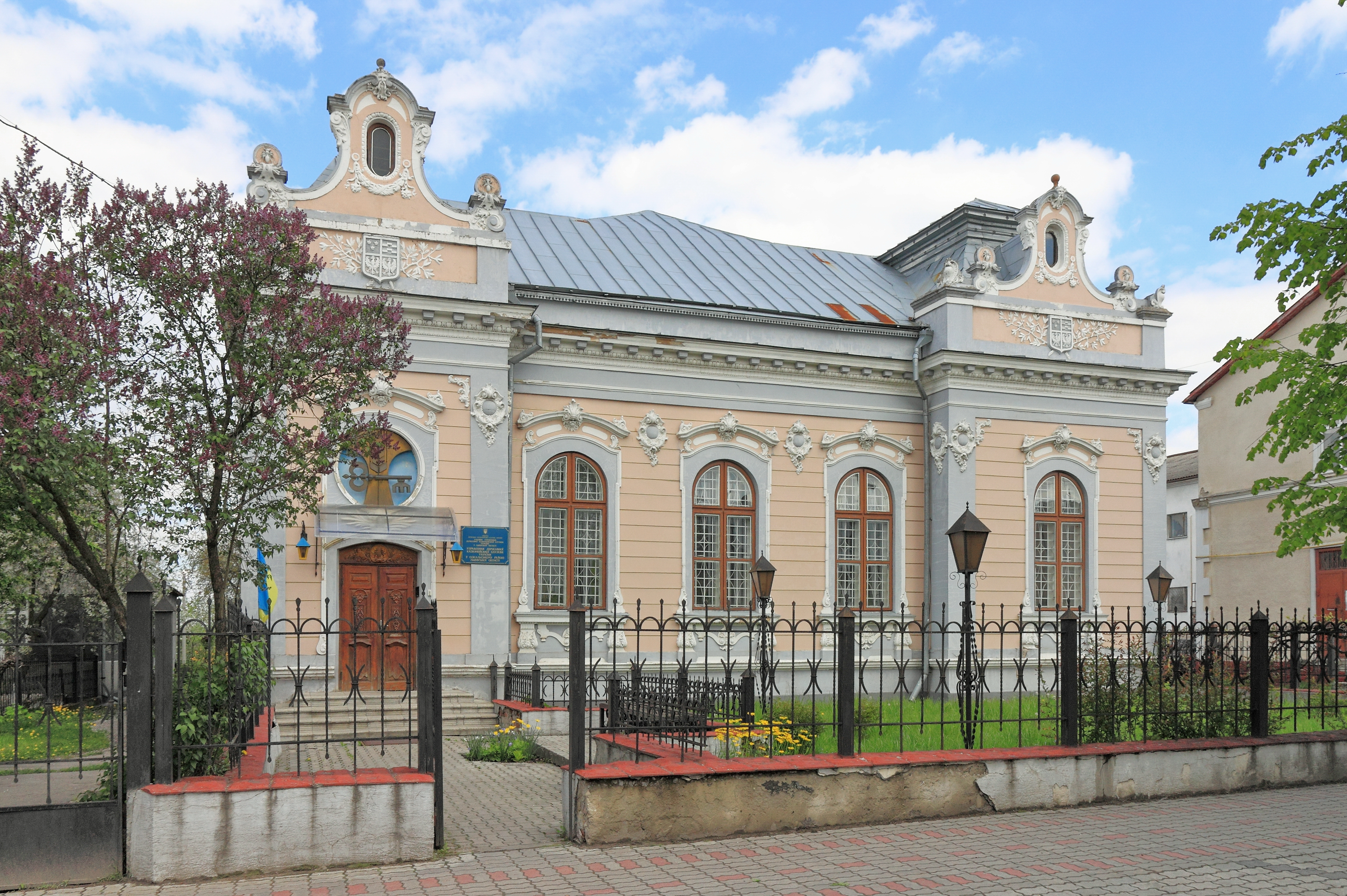
Oddělení státní pokladny v okresu Sokal
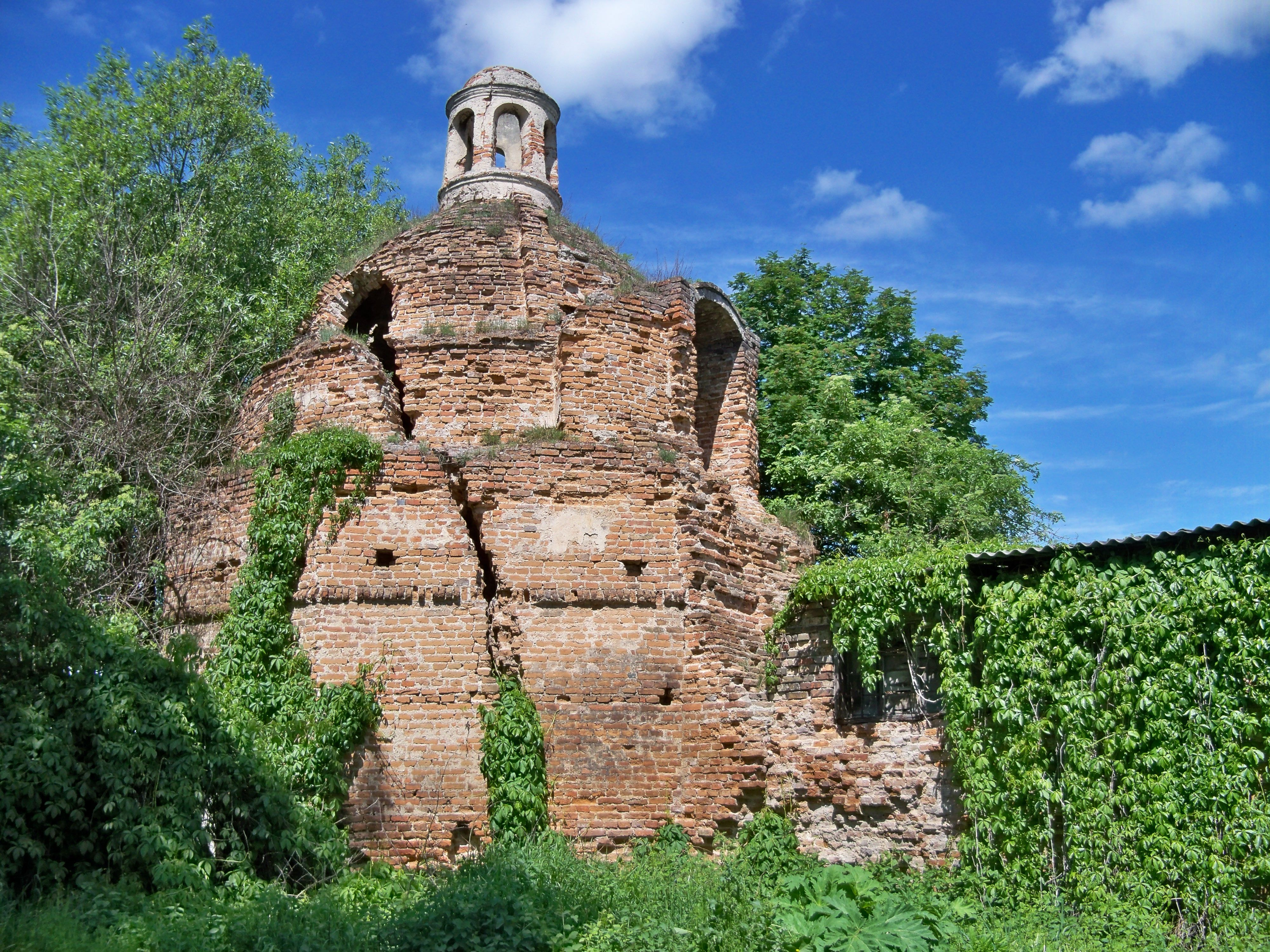
Věž a stěny kláštera